# Udryddelse
Sprogforskere og biologer bruger udtrykket uddød. For en sprogforsker betyder det, at et sprog ikke tales eller benyttes i nogen del af verden. For en biolog betyder uddød, at en art ikke længere findes på jorden, dvs. at alle individer inden for arten er døde. Dog kan man også tale om, at en art er uddød inden for et bestemt område, hvor den tidligere levede. F.eks. blev ulven anset for at være uddød i Danmark, men den er vendt tilbage i 2013, indvandret fra Tyskland.
Eksempler på uddøde arter kunne være alle dinosaurarterne, på nær fuglene, som man nu kun kan finde rester af i form af forsteninger. I nyere tid er mange andre arter uddøde som f.eks. den tasmanske pungulv, quaggaen, dronten og moaen, og det forventes blandt biologer, at 90-95% af alverdens dyre- og plantearter uddør inden for ganske få århundreder.
Spørgsmålet om at genoplive et sprog eller en art, er et vigtigt spørgsmål. For biologerne er
det ikke længere helt umuligt at genskabe en uddød art. Danske forskere er i gang med at genskabe mammuttens genom og det diskuteres om mammutten skal genoplives.

## Biologisk masseuddøen
Der findes perioder i jordens historie, hvor livet har undergået store ændringer; der er sket en masseuddøen af arter. Et eksempel er den såkaldte K/Pg-grænse, hvor næsten alle dinosaurer uddøde inden for en meget kort periode for 65 millioner år siden på grund af et meget kraftigt meteornedslag i den Mexicanske Golf, kaldet Chicxulub-nedslaget. Der findes også i Danmark spor efter dette meteornedslag,fiskeleret, et iridium-rigt jordlag, der genfindes over hele jorden. Verdensomspændende katastrofer som den her nævnte, vulkanudbrud og klimaændringer er forekommet mange gange igennem tiderne, og masseuddød er forekommet mindst fem gange: for 65 millioner år siden, for 200 millioner år siden, for 250 millioner år siden, for 360 millioner år siden og for 440 millioner år siden.

## Biologisk diversitet
Er en art uddød i et område, bliver det vanskeligt at lokke den tilbage igen. Det skyldes ofte, at miljøet er ændret, så levebetingelserne for arten ikke længere opfyldes. F.eks. er Danmark alt for kultiveret til at ulven ville kunne genetablere en bestand her. Omvendt kan det også skyldes, at den oprindelige arts niche er blevet optaget af en ny art. Som et eksempel kan det nævnes, at Vandpest har indtaget mange søer og vandhuller, hvor der tidligere var andre rankegrødearter. Det forsøges dog af og til at genindføre en ellers uddød art i et område, bl.a. gennem naturgenopretning og udsættelser af individer af arten i området. Et eksempel kunne være på Klosterheden i Jylland, hvor en flok bævere på forsøgsbasis er genudsat trods det, at bæveren i flere hundrede år har været uddød i Danmark. Bæveren hjælper med til naturgenopretningen i området og kan måske bringe flere lokalt uddøde arter tilbage dertil.
Man forsøger at redde arter, der er i fare for at uddø totalt ved at frede dem og deres leveområder. F.eks. er sneleoparden og pandaen fredet og et målrettet avlsarbejde forsøger at forhindre, at de få individer, der er tilbage går til grunde uden at give et bidrag i form af levedygtige stærke unger til den lille bestand. Udrydningstruede arter med små og isolerede populationer står i konstant i fare for at blive indavlet. Yderligere bliver arten endnu mere svækket, da f.eks. modstandskraft mod sygdomme tabes med faldende individantal.
I enkelte tilfælde har man forsøgt at rekonstruere eller nærmere at efterligne en uddød art ved at avle på nulevende lignende arter – et eksempel kunne være uroksen – så man får en form, der ligner den uddøde. Desværre er det kun en efterligning, de oprindelige gener og karakteristika for arten er gået tabt og kan aldrig fuldstændigt rekonstrueres ud fra en lignende nulevende art.
Man håber på med tiden måske at kunne lave bedre efterligninger ved hjælp af genteknologi og kloning, så f.eks. en mammut-lignende art kan opstå. Der findes rester af uddøde mammutter, hvor der er håb om at finde genrester, som man kan bygge efterligningen op efter. Men som med de udrydningstruede arter er der et stort problem med indavl her, da man kun vil have en enkelt udgave fra et enkelt individ, af den oprindelige arts genkombination på denne måde. Kloning af dette individ vil være eneste måde at opformere nye individer til en bestand på, og de vil være meget sårbare overfor f.eks. sygdomme.

## Uddøde sprog
Udtrykket uddød bruges også inden for sprogvidenskaben, nemlig om uddøde sprog (som f.eks. Kornisk, Latin og Tokharisk).

## Eksterne links og henvisninger
1. ↑  Uddøde dyrearter kan bringes til live igen. Videnskab.dk 2013
2. ↑  Genetikere og proteinforskere genskaber ødelagt mammut-DNA. Videnskab.dk 2011
3. ↑  Forsker vil genoplive mammutter og genskabe istiden i Sibirien. dr.dk 2013

- Geologi – ikke klima – skyld i masseudryddelse
- Extinction Is the Rule; Survival Is the Exception. UCSB 2018 Arkiveret 25. september 2020 hos  Wayback Machine

- Wikimedia Commons har flere filer relateret til Udryddelse